# Jacopo Alighieri
Jacopo Alighieri (1285-1348; escrito a veces como Iacopo Alighieri ) fue un poeta italiano, hijo de Dante Alighieri y Gemma di Manetto Donati, a quien siguió en su exilio. La obra más famosa de Jacopo es su Dottrinale de sesenta capítulos. Es representado por su padre en el Paraíso de la Divina Comedia como Santiago junto con San Pedro y San Juan Evangelista, en representación de sus hermanos Pietro y Giovanni. 

## Biografía
Nació en 1285 en Florencia, Jacopo fue hijo de Dante Alighieri y su esposa, Gemma di Manetto Donati.
Fue exiliado de Florencia junto a su padre y sus hermanos Giovanni y Pietro en 1315, por disputas entre las facciones políticas. Posteriormente viajó a Rávena, donde pudo haber vivido con su padre. Dante falleció en 1321 y Jacopo envió una copia de la Divina Comedia a Guido da Polenta, el señor de la ciudad.
En 1325 regresó a Florencia, donde recibió órdenes menores, lo que le permitió convertirse en canónigo en Verona . En casa, se hacía cargo de los asuntos económicos de su familia; en 1343 pudo recuperar las posesiónes de los bienes confiscados de su padre. En sus últimos años tuvo una relación conflictiva con Jacopa di Biliotto degli Alfani, con quien tuvo una hija llamada Alighiera y un hijo llamado Alighiero.
Jacopo murió en 1348, probablemente en Florencia a debido a la peste negra.

## Obras
- El Dottrinale [2]tiene 60 capítulos en pareados de siete sílabas que riman; cada capítulo consta de diez estrofas. Trata cuestiones de astronomía y astrología, fe, virtudes de la Iglesia y del Estado, amor y odio, familia, belleza humana y libre albedrío. La obra está inspirada en autores antiguos, y en ocasiones imita a su padre Dante. Dividido en dos secciones, el Dottrinale trata primero del orden físico y luego del moral.
- El Commento es prácticamente un comentario terzina por terzina del texto del Infierno, que es la primera de las tres partes de la Divina Comedia (El poema de Dante está in terza rima, la forma que creó como vehículo poético del poema. Las estrofas de tres versos de la forma se llaman terzinas). Jacopo fue uno de los primeros en escribir una obra de este tipo. En 1340, menos de dos décadas después de la muerte de Dante, seis comentarios importantes iluminaban, guiaban e informaban a un número cada vez mayor de lectores de la obra. (Ver "Dante y sus comentaristas" de Hollander en The Cambridge Companion to Dante ). El Comentario acompañaba las copias de la Comedia enviadas a Guido da Polenta.